# Јован Јеренгски
Јован Јеренгски († 1561) је светитељ Руске православне цркве 16. века.

## Биографија
О Јовановом световном животу зна се врло мало. Ученик и близак пријатељ митрополита московског Филипа, када је Филип још био игуман Соловецког манастира. Године 1561. Јован се, заједно са другим монахом Лонгином, утопио у мору током олује која је разбила њихов брод; Њихова тела су избачена у море код села Јаренги.
Патријарху Филарету је 1625. саопштено о чудима чињеним над њиховим гробом; после истраживања ових чуда Јован и Лонгин су признати за свете.
2. јула 1638. године мошти Јована и Лонгина су пренете у цркву, а успомена је установљена да се празнује 3. јула, као и у недељу 3. по Духовима – у Сабору новгородских светитеља; 21. маја - у Сабору карелских светаца; 9. августа – у Сабору Соловецких светаца и 24. јуна.